# Microsphaeropsis hellebori
Microsphaeropsis hellebori är en svampart som först beskrevs av Cooke & Massee, och fick sitt nu gällande namn av Aa 2002. Microsphaeropsis hellebori ingår i släktet Microsphaeropsis och familjen Montagnulaceae.  Arten är reproducerande i Sverige. Inga underarter finns listade i Catalogue of Life.